# Schuster (cráter)

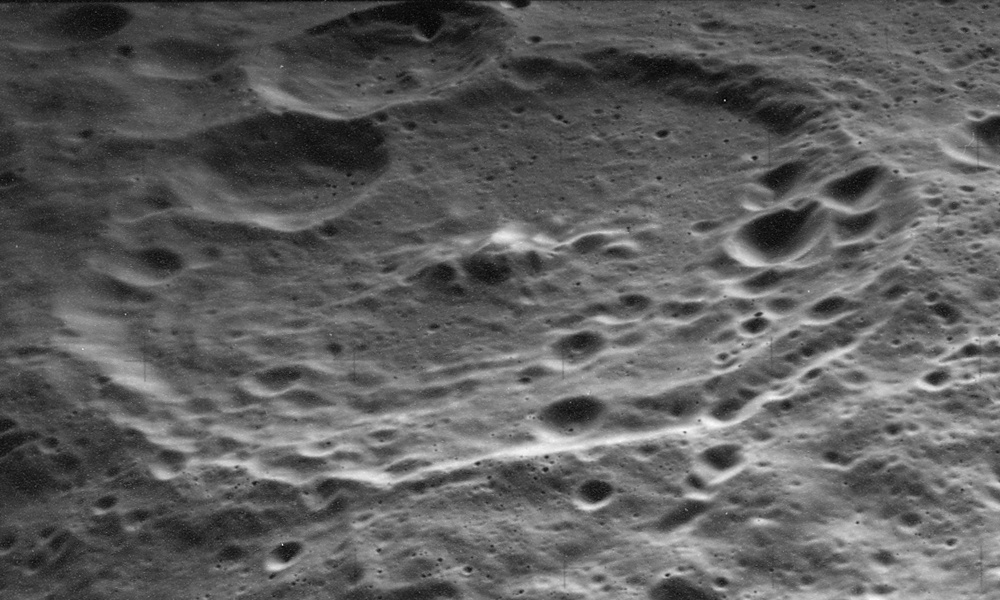
Vista oblicua desde el Apolo 16, mirando al oeste

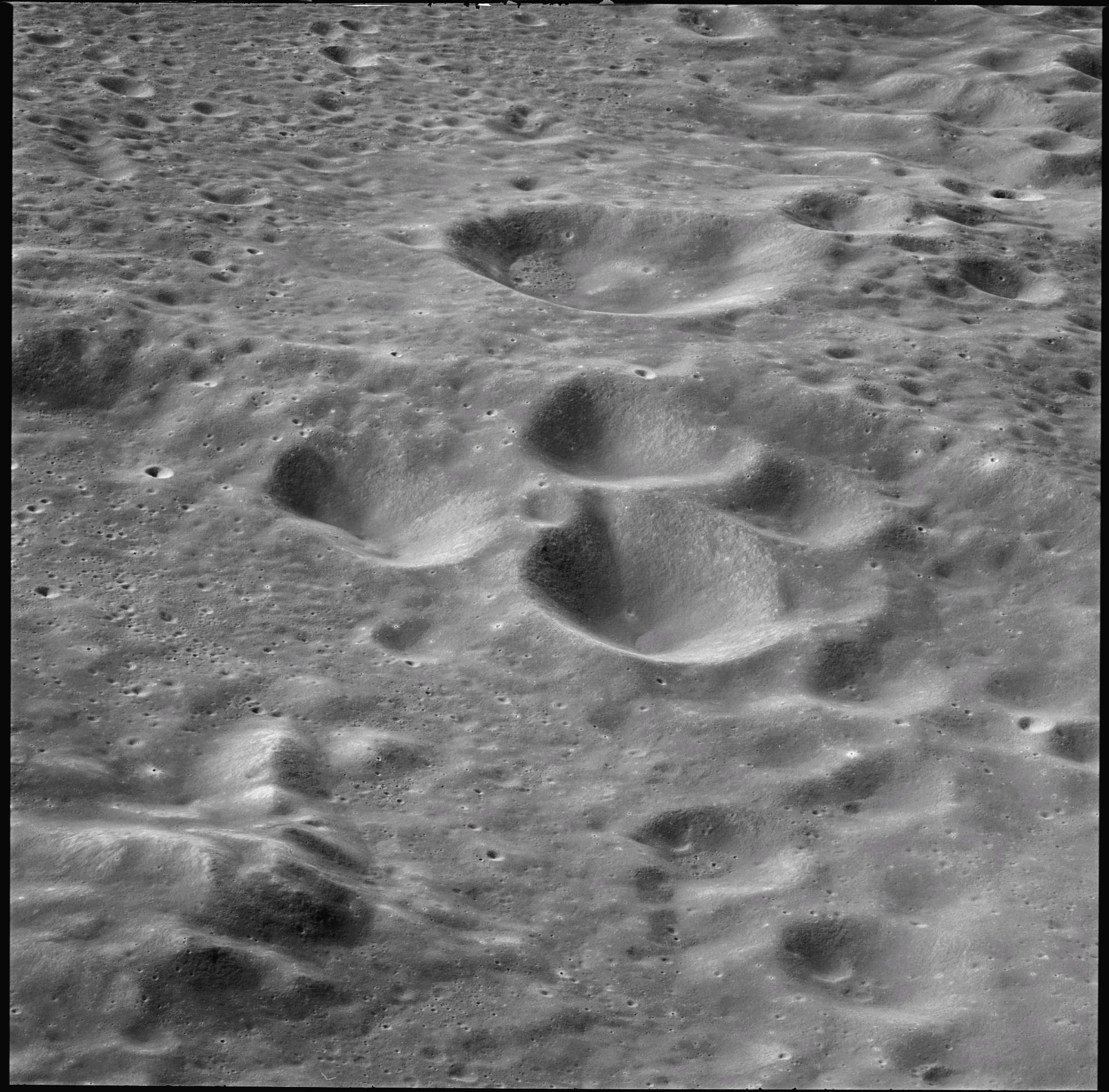
Fotografía de la misión Apolo 10

Schuster es un cráter de impacto que se encuentra en el borde oriental de la llanura del gran cráter Mendeleev, en el cara oculta de la Luna. Al este de Schuster se halla el cráter Henderson, y al sureste se localiza el gran cráter Chaplygin.
|  |

Es una formación de cráteres desgastada y erosionada, con la parte más intacta del borde en la mitad occidental, donde se superpone a Mendeleev. Presenta un estrecho grupo de pequeños cráteres en la sección norte de la pared interior y en la zona del suelo donde el borde del cráter se une al borde de Mendeleev. Los cráteres satélite Schuster N y Schuster R se encuentran sobre el límite suroeste del brocal. En el punto medio del interior del cráter aparece un pico central. La mitad oriental del suelo está marcada por pequeños cráteres.
Antes de que la UAI le asignara su nombre actual en 1970, era conocido como "Cráter 218".

## Cráteres satélite
Por convención estos elementos son identificados en los mapas lunares poniendo la letra en el lado del punto medio del cráter que está más cercano a Schuster.
|          | \| Schuster \| Coordenadas \| Diámetro \| \| -------- \| ---------------------------- \| -------- \| \| J \| 1°48′N 149°36′E / 1.8, 149.6 \| 14 km \| \| K \| 1°18′N 147°42′E / 1.3, 147.7 \| 17 km \| \| N \| 3°24′N 145°48′E / 3.4, 145.8 \| 27 km \| \| P \| 1°54′N 144°24′E / 1.9, 144.4 \| 16 km \| \| Q \| 1°00′N 143°24′E / 1.0, 143.4 \| 45 km \| \| R \| 3°30′N 144°48′E / 3.5, 144.8 \| 40 km \| \| Y \| 6°42′N 145°30′E / 6.7, 145.5 \| 17 km \| |          |
| Schuster | Coordenadas | Diámetro |
| J        | 1°48′N 149°36′E / 1.8, 149.6 | 14 km    |
| K        | 1°18′N 147°42′E / 1.3, 147.7 | 17 km    |
| N        | 3°24′N 145°48′E / 3.4, 145.8 | 27 km    |
| P        | 1°54′N 144°24′E / 1.9, 144.4 | 16 km    |
| Q        | 1°00′N 143°24′E / 1.0, 143.4 | 45 km    |
| R        | 3°30′N 144°48′E / 3.5, 144.8 | 40 km    |
| Y        | 6°42′N 145°30′E / 6.7, 145.5 | 17 km    |